# Mar'ina Rošča (Mosca)
Il quartiere Mar'ina Rošča (in russo Район Марьина Роща?, "il boschetto di Mar'ino") è un quartiere di Mosca sito nel Distretto Nord-orientale.
Prende il nome dal villaggio di Mar'ino, che compare nei registri ufficiali nel 1678 come sede di 22 casali per 102 abitanti. Insieme al vicino villaggio di Ostankino, era proprietà della famiglia Čerkasskij. Nella metà del XVIII secolo, col matrimonio dell'ultima principessa dei Čerkasskij col conte di Šeremet'evo, passano nelle proprietà di quest'ultima famiglia. La principale via che attraversa il quartiere in direzione nord-sud è via Šeremet'evskaja, intitolata alla famiglia degli allora possidenti.
Appena fuori dai limiti urbani, Mar'ina Rošča fu considerata una sorta di ghetto criminale, specialmente dopo la prima guerra mondiale e dopo la guerra civile russa. È a partire dalla fine degli anni 1950 che la zona viene definitivamente urbanizzata.